# Mühlhofen-Rheinzaberner Riedel
Der Mühlhofen-Rheinzaberner Riedel ist ein Naturraum der dritten Ordnung im Bundesland Rheinland-Pfalz. Er liegt im Landkreis Germersheim und gehört zur naturräumlichen Haupteinheit Vorderpfälzer Tiefland (Einheit 221), die dem Nördlichen Oberrheintiefland (Einheit 22) zugeordnet ist.

## Geographie
Der Naturraum umfasst eine Fläche von etwa 31,39 km². Er erstreckt sich im Bereich zwischen den Ortslagen Mühlhofen und Rheinzabern, südlich von Speyer und nordwestlich von Karlsruhe. Die Landschaft ist Teil der sogenannten Klingbach-Erlenbach-Platte (Einheit 221.2), die durch flache Lössrücken und ebene Niederungsbereiche geprägt ist.
Der Begriff „Lössriedel“ in der Bezeichnung deutet darauf hin, dass es sich um eine längliche Erhebung handelt, die hauptsächlich aus Löss (einer feinkörnigen Sedimentablagerung) besteht.
Geografisch ist dieser Riedel zwischen zwei Niederungen eingebettet - der Erlenbach-Niederung und der Klingbach-Niederung - und erstreckt sich von der Südlichen Oberhaardt im Westen bis zur Maxauer Rheinniederung im Osten. Diese Lage macht ihn zu einem charakteristischen Landschaftselement der südpfälzischen Lösslandschaft.

### Naturräumliche Gliederung
Die naturräumliche Zuordnung lautet wie folgt:
- Großregion 2. Ordnung: Nördliches Oberrheintiefland (22)
- Haupteinheit: Vorderpfälzer Tiefland (221)
- Untereinheit: Klingbach-Erlenbach-Platte (221.2)
- Teilraum: Mühlhofen-Rheinzaberner Riedel (221.22)

### Landschaftscharakter
Die Region ist charakterisiert durch ein Mosaik aus:
- intensiver landwirtschaftlicher Nutzung (Ackerbau, Wiesen),
- Streuobstwiesen und
- kleinen Waldgebieten, insbesondere dem Mühlhofener Wald.

Die Böden des Naturraums gelten als fruchtbar, was die landwirtschaftliche Nutzung begünstigt.

## Ökologie
Ein bedeutsames Element des Naturraums ist der Mühlhofener Wald, ein etwa 2,5 km langes und bis zu 300 Meter breites Waldstück. Er stellt trotz seiner geringen Ausdehnung ein wichtiges Rückzugsgebiet für zahlreiche Tier- und Pflanzenarten dar. Zudem bietet er vielfältige Erholungsmöglichkeiten für die Bevölkerung.
Besonders hervorzuheben ist der Naturerlebnisweg Mühlhofener Wald, ein Lehrpfad mit informativen Stationen zur Geschichte des ehemaligen Moorgebiets, zur Flora und Fauna sowie zum heutigen Naturschutz. In einem Teilbereich des Waldes werden Wasserbüffel zur Landschaftspflege eingesetzt.

## Naturschutz
Der Naturraum ist in Teilbereichen Bestandteil von Naturschutz- und Landschaftsschutzmaßnahmen. Besonders der Erhalt der moorähnlichen Feuchtflächen sowie die Förderung der Artenvielfalt im Wald- und Offenlandbereich stehen im Fokus.
Folgende Schutzgebiete liegen ganz oder teilweise im Naturraum Mühlhofen-Rheinzaberner Riedel:
- Vogelschutzgebiet Bienwald und Viehstrichwiesen
- FFH-Gebiet Erlenbach und Klingbach
- Landschaftsschutzgebiet Klingbachtal-Kaiserbachtal